# Gama TV
Gama TV, precedentemente conosciuta come Gamavisión, è una rete televisiva ecuadoriana affiliata con la messicana Televisa. Fa parte del gruppo finanziario Isaías ed è gestita dall'azienda Teledos SA Pacific TV, sita nelle città di Quito e Guayaquil. Ha iniziato le sue trasmissioni il 18 aprile 1977 ed è uno dei più importanti network dell'Ecuador.